# Raymond Bossaerts
Raymond Bossaerts (Brasschaat, 28 februari 1938 – Poperinge, 9 februari 2020) was een Vlaams (stem)acteur, die vooral bekend werd als Ben Kurrel in Kapitein Zeppos.

## Biografie
Al sinds 1960 was Bossaerts een vaste waarde op het televisiescherm. Hij vervulde enkele grote rollen in onder andere Kapitein Zeppos (Ben Kurrel), Keromar, Jan zonder vrees, Het gezin van Paemel en Wittekerke. Hij was lange tijd verbonden aan het Speeltheater Gent van Eva Bal.
Hoewel hij werd geboren in het Antwerpse woonde hij jarenlang in het West-Vlaamse Krombeke, een deelgemeente van Poperinge.

## Filmografie
- Het geheim van Killary Harbour (1960, televisieserie) als Danny Gray
- Tijl Uilenspiegel (1961, televisieserie)
- Zanzibar (1962, televisieserie) als Jan Van Os
- De Tijdscapsule (1963, televisieserie)
- Kapitein Zeppos (1964) als Ben Kurrel
- Johan en de Alverman (1965) als schildwacht
- Sussusut (1966) als Edouard
- Het Dorp der mirakelen (1966) als Tuur
- Geen tram meer naar het Zuidstation (1966)
- Axel Nort (1966)
- Midas (1967)
- Mijnheer Serjanszoon (1967)
- De Gieren (1968) Leonati
- In die dagen (1968) herder
- Fabian van Fallada (1969)
- 't Was de wind (1970, televisie)
- Een Geschiedenis uit Irkoetsk (1970)
- Keromar (1971)
- De Lamp (1971, televisie)
- het zwaard van Ardoewaan (1972)
- Baes Gansendonck (1974) als notarisklerk
- Jonas de walvisvaarder (1975)
- De Spoken van de Torenburcht (1977)
- Everard t'Serclaes (1979) als Dierik Lanchels
- Een spoor van Carla (1980)
- Het nieuwe tehuis (1982)
- Merlina als gangster "Niemand" in twee afleveringen
- Jan zonder Vrees (1984)
- Het gezin van Paemel (1986) als Kappuyns
- Postbus X (1989) als gangster, Dracula/Coolsaet, handlanger
- Ramona (1991) als mijnheer André Van Keirsbilck
- Bunker (1991)
- De gouden jaren als drukker
- Het Park (1993) (Robert)
- Heterdaad (1996) als sasmeester
- Cool Sam & Sweet Suzie (2001)
- Olivetti 82 (2001) als nonkel Gilbert
- Recht op Recht (2000) als professor Tybeert, vader Nukerke en conciërge van de school
- Wittekerke (van 1993 tot 2000) als André
- Verschoten & Zoon
- Rupel (2004) als politiecommissaris Herman Cardoen
- Thuis (2006-2008) als Victor Corthout
- Witse (2008) als Gustaaf Mertens